# Économie du département des Vosges
 (décembre 2024).

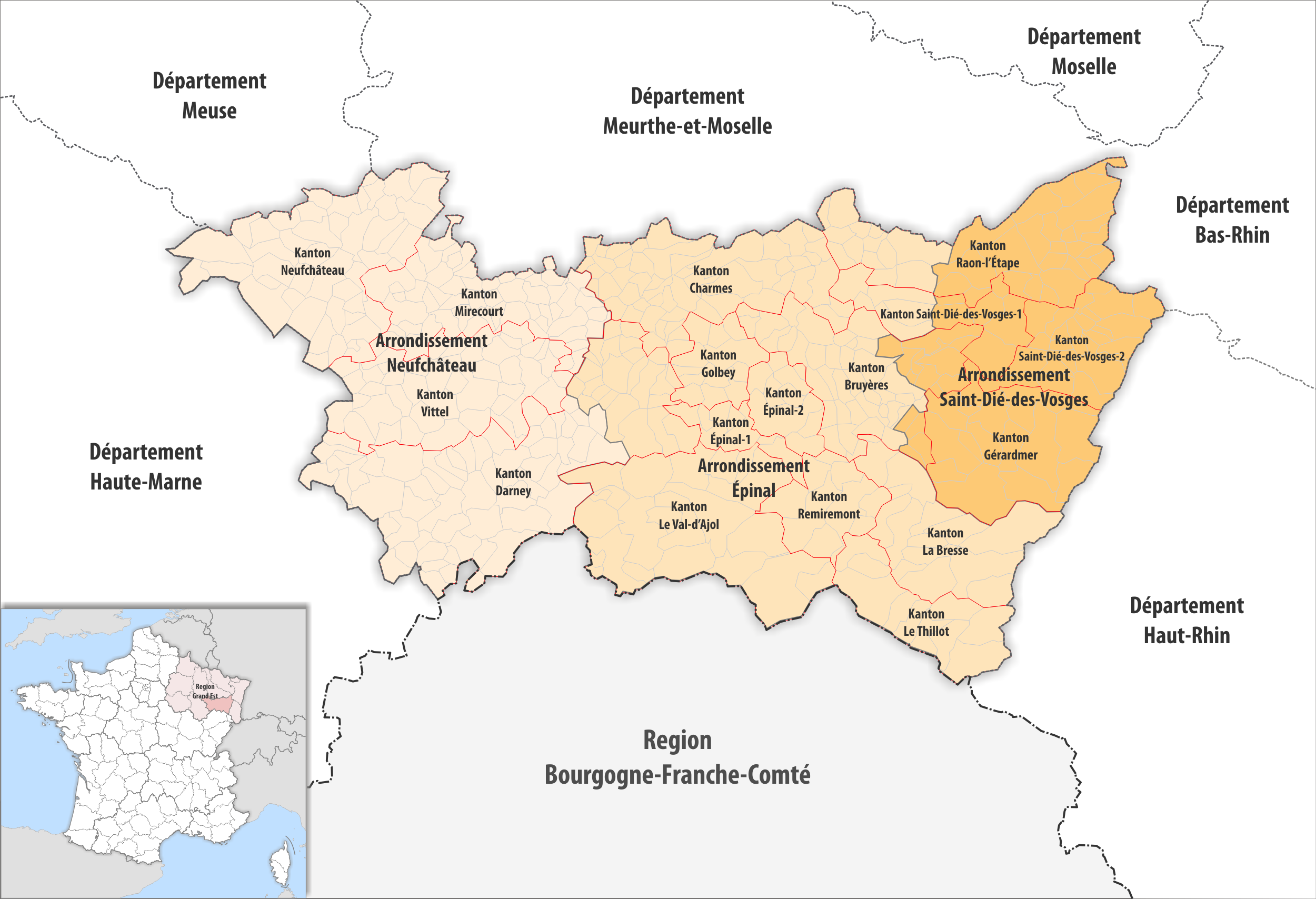
Carte du département

Cet article présente l’économie du département des Vosges.

## Économie vosgienne par secteur d'activité

### Filière forestière
Avec ses 282 000 hectares de forêt (48 % de sa superficie), ses 508 communes classées forestières (sur 515) et ses 13 000 emplois dédiés à la filière, les Vosges sont le deuxième département de France pour le volume de bois produit (plus 1 million de m³ par an). La construction bois est illustrée par de nombreux projets privés et publics et des innovations tirées par les entreprises et soutenues par le Conseil départemental des Vosges,. De nombreuses entreprises de la filière bois/papier sont implantées dans le département dont NSI, Soffimat, papeteries de Clairefontaine (originaire d'Étival-Clairefontaine, Egger Panneaux et Décors) pour ne citer qu'elles.
Ce secteur a encore de beaux jours devant lui puisqu'il se tourne également vers des technologies d'avenir très prometteuses telles que la biomasse et la bioénergie, notamment grâce aux financements publics ainsi qu'aux ingénieurs et chercheurs de la prestigieuse école du bois, l'ENSTIB, située à Épinal (capitale du bois).
Voir aussi : Bois énergie.

### Tourisme
Le secteur du tourisme dans les Vosges entraîne des retombées économiques notables pour le département : en 2015, ces dernières sont estimées à 230 M€. Il est soutenu par le conseil départemental au travers de dispositifs d'aides et de financements : entre autres, un investissement de 6 M€ en 2019.

#### Tourisme vert

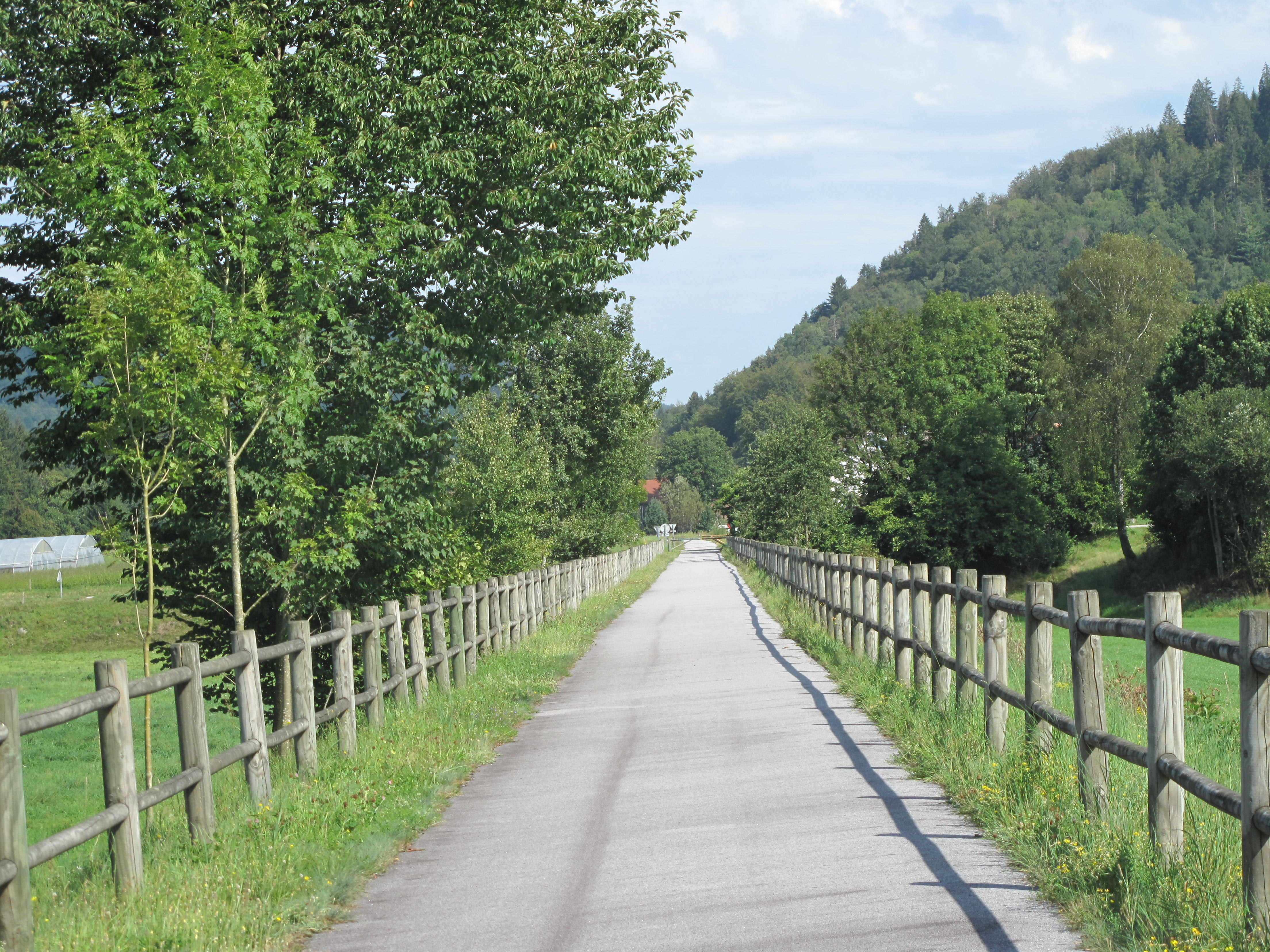
La Voie verte des Hautes-Vosges, ancienne ligne ferroviaire reconvertie en piste cyclable, ici une section entre Bussang et Rupt-sur-Moselle.

L'offre touristique est diversifiée mais repose principalement sur les loisirs sportifs : les Vosges comptabilisent, en 2018, 14 domaines skiables, 3 000 km de sentiers VTT et 4 000 km de sentiers pédestres balisés. 

#### Loisirs
- Loisirs[7].
- Parc d'attractions de Fraispertuis-City.
- Golf du Club Med à Vittel.

#### Histoire et évènements
- Thermalisme (Contrexéville, Vittel, Plombières-les-Bains, Bains-les-Bains).
- Site archéologique de Grand.
- Site archéologique des Hautes-Mynes du Thillot.

### Agriculture
- Colza, maïs, céréales.
- Lait, fromageries : l'Ermitage à Bulgnéville, fromagerie Marcillat (groupe Lactalis) à Corcieux, fromagerie Gérard (groupe Savencia Fromage & Dairy) au Tholy...
- Abattoirs principalement de la viande bovine (Elivia, filiale du groupe Terrena).
- Distilleries de mirabelles, quetsche, gentiane. Production de bières et de vin (vin bleu de La Neuveville-sous-Montfort).
- Production de vins dits "de petits crus" (groseilles, cynorhodons, rhubarbe, pissenlits, etc.).

### Gastronomie
Les Vosges sont au cœur d'une longue tradition gastronomique, avec de nombreux restaurants mais aussi :
- Bonbons des Vosges : La Confiserie bressaude, la Confiserie des Hautes-Vosges de Plainfaing, la Confiserie DéliVosges à Darney, la Confiserie géromoise.
- Les chaumes sur les crêtes du massif des Vosges.
- Dans les Hautes Vosges, à cheval entre le département des Vosges et celui du Haut-Rhin, se trouvent un certain nombre de fermes-auberges proposant des repas marcaires. C'est un plat à base de pommes de terre cuites à feu doux auxquelles s'ajoutent du fromage, essentiellement du munster, et de la viande, en particulier de la viande de porc. Le repas marcaire se termine traditionnellement par un fromage blanc ou une tarte avec les produits locaux (avec des myrtilles sauvages, appelées localement brimbelles, ou encore avec des mirabelles).
- Produits de terroir comme les beignets râpés, tofailles, lard, salade de pissenlits, quiche lorraine.
- Brasseries artisanales des Vosges: le département n'a pas échappé au mouvement de création des microbrasseries qui s'est développé à partir des années 2000.

### Artisanat
- Cristallerie de Portieux.
- Imagerie d'Épinal.
- Ateliers de lutherie à Mirecourt.

### Industrie
- Embouteillage d'eau minérale naturelle par Nestlé Waters à Vittel (Vittel, Hépar) et Contrexéville (Contrex) ;
- Sitpa Nestlé (fabrication de petits pots pour bébés), à Arches ;
- Glaces Thiriet, à Éloyes ;
- Gantois  fabrication de métaux tissés et perforés à Saint-Dié des Vosges ;
- de Buyer, au Val-d'Ajol ustensiles de cuisine et de pâtisserie ;
- Trane, fabrication de groupes froid, à Golbey et Charmes ;
- Pavatex, fabricant d'isolant en fibres de bois (groupe Soprema) à Golbey ;
- Asteelflash, à Cleurie ;
- Tuilerie Monier, à Saint-Nabord ;
- Les Zelles, menuiseries PVC, à La Bresse et Cornimont ;
- Cycle Me, fabricant de vélos à assistance électrique sous la marque Moustache Bikes à Thaon-les-Vosges.

### Transport
- MGE, à Chavelot et Contrexéville.
- Groupe Mauffrey, à Saint-Nabord.
- Transports Jean Rouillon, au Syndicat.
- Voyages Marcot, à Xertigny et Chavelot.

### Automobile
- Michelin, à Golbey.
- Honeywell Garrett, à Thaon-les-Vosges.

### Aviation
- Humbert Aviation, entreprise de construction d'ULM installée à Ramonchamp[8], réalise notamment le Tétras depuis 1994.

### Papeteries
- Papeteries de Clairefontaine à Étival-Clairefontaine.
- Papeterie Norske Skog, à Golbey.
- Ahlstrom-Munksjö Arches, à Arches (fondation en 1492).
- DS Smith Packaging Velin (anciennement Otor Velin), à Éloyes.
- Papeteries de Docelles (fondation en 1478, fermeture par UPM en 2014), à Docelles.
- Raon Circular Regeneration, recyclage de briques alimentaires à Raon-l'Étape.

### Textile
- Bleuforêt, à Vagney.
- Linvosges, à Gérardmer.
- Le Jacquard français, à Gérardmer.
- Garnier-Thiébaut (linge de maison), à Gérardmer.
- Bragard (vêtements professionnels), à Épinal.
- BB Distribe (fabrication de changes pour bébé, reprise de Riboth-Novacare en 2011), à Laval-sur-Vologne.
- Tenthorey, à Éloyes.
- TGL Tissus Gisèle, à La Bresse.

### Services
Banques, assurances, agences immobilières, commerçants, hôtels, restaurants, santé, administration, médias...

## Accompagnements de projet et zones d'activités
- L'incubateur d'entreprises Quai Alpha fonctionne depuis juin 2018 à Épinal.